# 拉富亚德
拉富亚德（法語：La Fouillade，法語發音：[la fujad]）是法国阿韦龙省的一个市镇，位于该省西部，属于鲁埃格自由城区。

## 地理
拉富亚德（44°13'52"N, 2°2'31"E）面积32.54 平方千米，位于法国奧克西塔尼大區阿韦龙省，该省份为法国南部内陆省份，位于法國中央高原南部，北起顺时针与康塔爾省、洛泽尔省、加尔省、埃罗省、塔恩省、塔恩-加龙省和洛特省接壤。
与拉富亚德接壤的市镇（或旧市镇、城区）包括：博尔和巴尔、吕纳克、蒙泰伊、纳雅克、圣安德烈德纳雅克、桑旺萨。

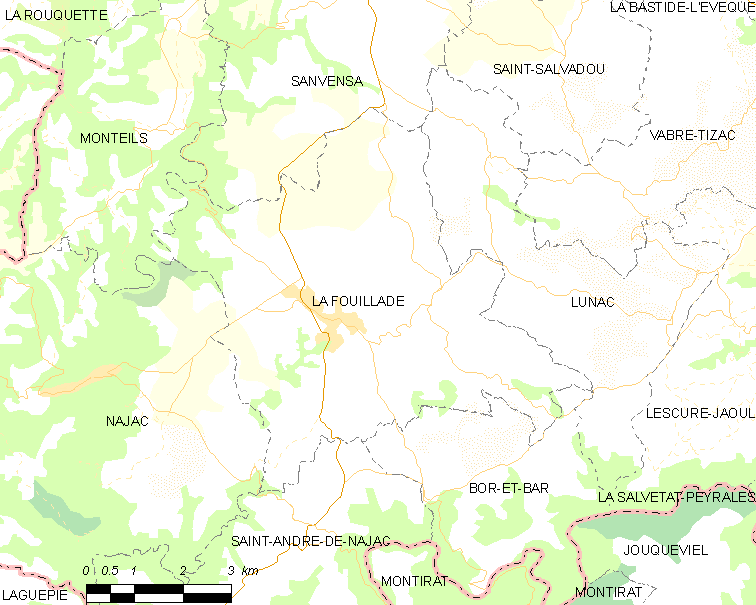
拉富亚德的OSM定位图

拉富亚德的时区为UTC+01:00、UTC+02:00（夏令时）。

## 行政
拉富亚德的邮政编码为12270，INSEE市镇编码为12105。

## 政治
拉富亚德所属的省级选区为阿韦龙-塔恩县。

## 人口

1962-2008年间拉富亚德人口变化图示

拉富亚德于2022年1月1日时的人口数量为1113人。